# Nova Aurora (Goiás)
Nova Aurora è un comune del Brasile nello Stato del Goiás, parte della mesoregione del Sul Goiano e della microregione di Catalão.